# الآباء والبنون (رواية)
الآباء والبنون (بالروسية: Отцы и дети) رواية للكاتب الروسي إيفان تورغينيف. وضعها في ما بين عام 1860 وعام 1861 ونشرها في إحدى المجلات الروسية عام 1862. وهي تصور الصراع الفكري والاجتماعي بين الشباب والشيوخ في روسيا، عشية إعتاق الأقنان عام 1861، ذاهبةً إلى أن هذا الصراع شأنه في ذلك كشأن الصراع بين المثل والأعراف، يجب أن يستمر من غير ما انقطاع. وتُعتبر رواية «الآباء والبنون» اليوم أقوى آثار تورغينيف وأروعها.

## الشخصيات
- يفغيني فاسيليفيتش بازاروف: شخصية محورية تمثل الفكر العدمي، يرفض التقاليد والأعراف الاجتماعية، ويعتمد على العقل والعلم في تفسير كل شيء. يحتقر الفن والأدب، معتبراً إياهما غير ذي جدوى. رغم ذلك، يقع في حب الأرملة آنا سيرجيفنا، مما يكشف تناقضاً بين معتقداته ومشاعره الإنسانية.
- أركادي نيكولايفيتش كيرسانوف: صديق بازاروف المخلص، يتأثر بأفكار العدمية، لكنه يظل أكثر ارتباطاً بالقيم التقليدية. يظهر ذلك من خلال علاقته بوالده نيكولاي، واحترامه للعائلة والتقاليد. يتطور شخصياً عندما يقع في حب كاتيا، شقيقة آنا، مما يدفعه لإعادة النظر في معتقداته.
- نيكولاي بيتروفيتش كيرسانوف: والد أركادي، مالك أراضٍ أرستقراطي، يمثل الجيل القديم المتمسك بالتقاليد والقيم الليبرالية. يحاول التكيف مع التغيرات الاجتماعية، لكنه يجد صعوبة في فهم الجيل الجديد وأفكاره.
- بافيل بيتروفيتش كيرسانوف: شقيق نيكولاي، أرستقراطي محافظ، يرفض بشدة أفكار العدمية التي يتبناها بازاروف. يدخل في مناقشات حادة معه، مما يعكس الصراع بين الأجيال والقيم المختلفة.
- آنا سيرجيفنا أودينتسوفا: أرملة شابة وجميلة، تعيش حياة مرفهة. تجذب بازاروف بشخصيتها القوية والمستقلة، وتثير في نفسه مشاعر الحب، مما يتعارض مع مبادئه العدمية.
- كاتيا سيرجيفنا لوكينا: شقيقة آنا الصغرى، تتميز بالهدوء والبساطة. تطور علاقة حب مع أركادي، مما يساعده على التوفيق بين أفكاره العدمية ومشاعره الإنسانية.

## الحبكة
تخرَّج أركادي كيرسانوف للتو من جامعة بطرسبورغ، وعاد مع صديقه بازاروف إلى منزل والده المتواضع في مقاطعة نائية في روسيا، التي تدعى مارينو. يستقبل والده نيكولاي الشابين في منزله بكل سرور، ولكن سرعان ما ينزعج شقيق نيكولاي، بافيل، من الفلسفة الجديدة الغريبة المسماة «العدمية»، التي يدعو إليها الشباب، وخاصة بازاروف.
بدأ نيكولاي، الذي كان مسرورًا في البداية بعودة ابنه إلى المنزل، يشعر ببطء بعدم الارتياح. يتطور نوع من الإحراج فيما يتعلق به تجاه ابنه، إذ إن آراء أركادي المتطرفة التي تأثرت كثيرًا ببازاروف، تجعل معتقدات نيكولاي تبدو قديمة. لقد حاول نيكولاي دائمًا البقاء على اطلاع دائم قدر الإمكان، من طريق القيام بأشياء، مثل زيارة ابنه في المدرسة، حتى يتمكن الاثنان من البقاء قريبين كما هما، ولكن هذا -في نظر نيكولاي- فشل.
ولتعقيد هذا الأمر، أخذ الأب خادمة تدعى فينيتشكا إلى منزله للعيش معه، وقد أنجبت منه بالفعل ابنًا اسمه ميتيا. ورغم ذلك، فإن أركادي ليس منزعجًا من العلاقة، على العكس من ذلك، فهو يحتفل علانية بإضافة أخ أصغر.
بقي الشابان في مارينو لبضعة أسابيع، ثم قررا زيارة أحد أقارب أركادي في مقاطعة مجاورة. هناك، يراقبون طبقة النبلاء المحليين، ويلتقون بالمدام آنا سيرجيفنا أودينتسوفا، وهي امرأة أنيقة ذات وسائل مستقلة، التي تقطع شخصية مختلفة بنحو مغرٍ عن الأنواع الطنانة أو الرتيبة لمجتمع النبلاء المحيط بها. كلاهما ينجذب إليها، وهي مفتونة بطريقة بازاروف الفريدة، وتدعوهم إلى قضاء بضعة أيام في مقاطعتها نيكولسكوي. بينما لا يشعر بازاروف في البداية بأي شيء تجاه آنا، يقع أركادي في حبها.
في نيكولسكوي، التقوا أيضًا كاتيا، وهي أخت آنا سيرجيفنا. على الرغم من بقائهما لفترة قصيرة فقط، فإن كلا الشخصيتين تخضعان لتغيير كبير، وتتأثر علاقتهما ببعضهما بعضًا بنحو خاص، إذ بدأ أركادي بالعثور على نفسه، والانجراف من موقع تابع بازاروف. يجد بازاروف خصوصًا، أن الوقوع في الحب أمر مؤلم لأنه يتعارض مع معتقداته العدمية. في النهاية، وبدافع من تعبير أودينتسوفا الحذر عن الانجذاب إليه، أعلن أنه يحبها. هي لا تستجيب بنحو صريح لإعلانه، رغم أنها هي أيضًا منجذبة بعمق إلى بازاروف، بينما تجد رفضه للمشاعر والجانب الجمالي للوجود أمرًا مزعجًا. في حين أن آنا لديها بعض المشاعر تجاه بازاروف، فإنهم غير متجانسين للحب، ولا تستطيع آنا أن تحرر نفسها له لأنها لا ترى إمكانية مستقبل جيد معه. بعد اعترافه بالحب، وفشلها في إصدار إعلان مماثل، ينتقل بازاروف إلى منزل والديه، ويقرر أركادي مرافقته.
في منزل بازاروف، يجري استقبالهم بحماس من قبل والديه، ويجري تصوير العادات التقليدية لكل من الأب والأم اللذان يعشقان ابنهما، مع وصف مثالي للحنين للأشخاص المتواضعين، وعالمهم سريع الاختفاء، من القيم والفضائل البسيطة. لا تزال سخرية بازاروف الاجتماعية، التي تظهر دائمًا مع الغرباء واضحة تمامًا حين يستقر مرة أخرى في أجواء عائلته. قاطع والده وهو يتحدث إلى أركادي، وأثبت أنه مفاجئ إلى حد ما، ولا يزال مركز الاهتمام القوي على الرغم من كونه حول والديه. أركادي، الذي أسعد والد بازاروف من طريق طمأنته أن ابنه لديه مستقبل باهر في المتجر، يوبخ صديقه بدوره على فظاظته. في وقت لاحق، كاد بازاروف أن يتشاجر مع أركادي بعد أن قام الأخير بإلقاء نكتة حول القتال بسبب سخرية بازاروف. يُظهر هذا مرة أخرى المسافة والتغييرات في علاقة أركادي وبازاروف، إذ أصبح أركادي أكثر تحديًا لمُثُل بازاروف. بعد إقامة قصيرة (الأمر الذي خيب أمل الوالدين كثيرًا)، قرروا العودة إلى مارينو، والتوقف في الطريق لرؤية مدام أودينتسوفا، التي تستقبلهم بهدوء. يغادرون على الفور تقريبًا ويعودون إلى منزل أركادي.
يبقى أركادي بضعة أيام فقط، ويقدم عذرًا للمغادرة للذهاب إلى نيكولسكوي مرة أخرى. فور وصوله إلى هناك، أدرك أنه لا يحب آنا، ولكن بدلًا من ذلك يحب أختها كاتيا. يبقى بازاروف في مارينو لإجراء بعض الأبحاث العلمية، ويزداد التوتر بينه وبين بافيل. يستمتع بازاروف بالتحدث مع فينيتشكا واللعب مع طفلها، وذات يوم قبَّلها رغمًا عنها. يلاحظ بافل هذه القبلة، ويبقي في نفسه حب فينيتشكا سرًا لحماية مشاعر كل من فينيتشكا ونيكولاي، ويتحدى بازاروف في مبارزة. أصيب بافل في ساقه، ويجب على بازاروف مغادرة مارينو. يتوقف مدة ساعة أو نحو ذلك في بيت مدام أودينتسوفا، ثم يواصل طريقه إلى منزل والديه. في هذه الأثناء، وقع أركادي وكاتيا في الحب، وأصبحا مخطوبين. تتردد آنا سيرجيفنا أودينستوفا في قبول طلب أركادي للزواج من أختها، ولكن بازاروف يقنعها بالسماح لهما بالزواج.
في أثناء عودته إلى المنزل، تغير بازاروف بنحو جذري. بدلًا من التركيز على تجاربه، استدار إلى مساعدة والده له ليصبح طبيبًا ريفيًا. في المنزل، لا يستطيع بازاروف التركيز على عمله، وفي أثناء إجراء تشريح جثة يفشل في اتخاذ الاحتياطات المناسبة. يجرح نفسه، ويصاب بتسمم الدم. على فراش الموت، أرسل إلى السيدة أودينتسوفا، التي وصلت في الوقت المناسب لتسمع بازاروف، وهو يخبرها كم هي جميلة. تقبّله على جبهته، وتغادر. توفي بازاروف من مرضه في اليوم التالي.
أركادي يتزوج كاتيا، ويتولى إدارة ممتلكات والده. يتزوج والده من فينيتشكا، ويسعده أن يكون أركادي معه في المنزل. يغادر بافل البلاد، ويعيش بقية حياته «رجلًا نبيلًا» في دريسدن بألمانيا.

## الاستقبال
رواية الآباء والبنون لإيفان تورغينيف حظيت باستقبال نقدي متباين عند نشرها عام 1862. أشاد البعض بقدرة تورغينيف على تصوير التحولات الاجتماعية والفكرية في روسيا عشية إلغاء نظام الأقنان، ورأوا في الرواية عملاً عميقاً يستعرض الصراع بين الأجيال بواقعية ونضج فكري. ومع ذلك، تعرضت الرواية لانتقادات من المحافظين والليبراليين على حد سواء؛ الأولون اعتبروا تصوير العدمية تهديداً للنظام الاجتماعي، بينما رأى الآخرون أن تصوير بازروف سلبي وغير منصف. رغم ذلك، تُعتبر الرواية اليوم من أبرز أعمال تورغينيف، إذ تعكس بعمق التحديات بين المثل القديمة والمعاصرة، وتظل نصاً أدبياً يحمل بعداً إنسانياً عالمياً.

## روابط خارجية
- الآباء والبنون على موقع الموسوعة البريطانية (الإنجليزية)